# Symphoromyia varicornis
Symphoromyia varicornis är en tvåvingeart som först beskrevs av Friedrich Hermann Loew 1872.  Symphoromyia varicornis ingår i släktet Symphoromyia och familjen snäppflugor.
Artens utbredningsområde är Kalifornien. Inga underarter finns listade i Catalogue of Life.